# Jorge Pérez del Bosque
Jorge Pérez del Bosque (Montijo, Badajoz, 6 de diciembre de 1920–6 de septiembre de 1999) fue un médico otorrinolaringólogo español. Ejerció como presidente de la Organización Médica Colegial de España entre 1976 y 1982.

## Biografía
Jorge Pérez del Bosque nació el 6 de diciembre de 1920 en Montijo (Badajoz). Obtuvo la Licenciatura en Medicina y Cirugía en la Universidad de Valladolid en el año 1945. Se especializó en Otorrinolaringología en Madrid, donde hizo el doctorado, en el entonces Hospital General y en el Clínico, como alumno de los profesores Adolfo Ihnojar y Antonio García Tapia.
Nombrado jefe del Servicio de Otorrinolaringología del Hospital Regional de Málaga, de Málaga, donde ejerció su profesión la mayor parte de su vida. 
Fue presidente del Colegio Oficial de Médicos de Málaga entre los años 1970 y 1982; simultaneó el cargo con el de presidente de la Organización Médica Colegial de España desde el año 1970 hasta el 17 de julio de 1982.
Durante su gestión como presidente de la Organización Médica Colegial de España, las autoridades sanitarias formalizaron la situación laboral de más de siete mil médicos de la sanidad pública española que llevaban muchos años como interinos, y que lograron tener su plaza en propiedad dentro de la Sanidad pública. Asimismo se obtuvieron, durante su presidencia, mejoras para los médicos de Asistencia Pública Domiciliaria (APD) y para los miembros del Cuerpo de Inspectores Sanitarios. Tuvo un papel preponderante en la consolidación del sistema MIR para la especialización de los licenciados en Medicina y Cirugía.
Falleció el 6 de septiembre de 1999.

## Publicaciones
- Pérez del Bosque J. Representación y participación de los médicos. El Adelantado de Segovia. 1981/08/29. (enlace roto disponible en Internet Archive; véase el historial, la primera versión y la última).